# 138979 Černice
138979 Černice è un asteroide della fascia principale. Scoperto nel 2001, presenta un'orbita caratterizzata da un semiasse maggiore pari a 2,1816516 UA e da un'eccentricità di 0,0817424, inclinata di 6,49906° rispetto all'eclittica.